# Бартфаи, Кристиан
Кристиан Бартфаи (венг. Bártfai Krisztián; 16 июля 1974, Вац) — венгерский гребец-байдарочник, выступал за сборную Венгрии в период 1992—2001 годов. Бронзовый призёр летних Олимпийских игр в Сиднее, чемпион мира, серебряный призёр чемпионатов Европы, победитель многих регат национального и международного значения.

## Биография
Кристиан Бартфаи родился 16 июля 1974 года в городе Ваце, медье Пешт. Активно заниматься греблей на байдарке начал с раннего детства, проходил подготовку в местном спортивном клубе «Ваци Хайо» и позже в Будапеште в клубе MTK.
Первого серьёзного успеха на взрослом международном уровне добился в 1992 году, когда попал в основной состав венгерской национальной сборной и благодаря череде удачных выступлений удостоился права защищать честь страны на летних Олимпийских играх в Барселоне. Стартовал в двойках вместе с напарником Андрашом Райной на дистанции 1000 метров, дошёл до финала, но в решающем заезде финишировал лишь шестым, немного не дотянув до призовых позиций.
В 1995 году Бартфаи выступил на чемпионате мира в немецком Дуйсбурге и четырежды поднимался здесь на пьедестал почёта: получил бронзовую медаль в двойках на двухстах метрах, серебряную медаль в двойках на пятистах метрах, золотую медаль в четвёрках на двухстах метрах и ещё одну серебряную медаль в четвёрках на тысяче метрах. Будучи одним из лидеров гребной команды Венгрии, благополучно прошёл квалификацию на Олимпийские игры 1996 года в Атланте — в зачёте двухместных байдарок на дистанции 500 метров совместно с Жолтом Дьюлаи повторил результат четырёхлетней давности, снова стал в финале шестым, остановившись в двух шагах от подиума.
На чемпионате мира 1997 года в канадском Дартмуте Бартфаи взял бронзу в полукилометровой гонке двухместных экипажей и серебро в двухсотметровой гонке четырёхместных. Год спустя на домашнем мировом первенстве в Сегеде добавил в послужной список бронзовую медаль в двойках на пятистах метрах, а также серебряные медали в четвёрках на пятистах и тысяче метрах. На европейском первенстве 2000 года в польской Познани стал серебряным призёром в километровой программе байдарок-двоек. Позже отправился представлять страну на Олимпийских играх в Сиднее, где впоследствии завоевал бронзовую награду в двойках на пятистах метрах в паре с Кристианом Веребом — лучше финишировали только экипажи из Италии и Швеции.
Став бронзовым олимпийским призёром, Кристиан Бартфаи ещё в течение некоторого времени оставался в основном составе венгерской национальной сборной и продолжал принимать участие в крупнейших международных регатах. Так, в 2001 году он побывал на чемпионате Европы в Милане, откуда привёз две награды серебряного достоинства, выигранные в зачёте двухместных байдарок на дистанциях 500 и 1000 метров. Кроме того, в этом сезоне выступил на мировом первенстве в Познани, где стал серебряным призёром в километровой гонке байдарок-двоек. Вскоре по окончании этих соревнований принял решение завершить карьеру профессионального спортсмена, уступив место в сборной молодым венгерским гребцам.